# Leonai
Leonai Souza de Almeida, noto semplicemente come Leonai (Pontal, 28 aprile 1995), è un calciatore brasiliano, centrocampista del Barcelona SC.

## Caratteristiche tecniche
È un centrocampista centrale.

## Carriera
Dopo aver militato nelle serie inferiori del calcio brasiliano, nel 2020 ha firmato con il Plaza Colonia, club uruguaiano militante nella massima divisione del Paese. Ha debuttato il 7 marzo disputando l'incontro pareggiato 1-1 contro il Fénix.